# Vliesgevel
Een vliesgevel, ook wel gordijngevel, gordijnmuur of glasgevel, is een niet-dragende gevel of afscheiding tussen exterieur en interieur van een gebouw. Omdat de vliesgevel niet-dragend is kan die worden opgebouwd uit lichte materialen, zoals glas, waardoor er bespaard kan worden op gewicht.
Een vliesgevel draagt geen andere belasting dan zijn eigen gewicht. Samen met de windbelasting wordt die doorgegeven aan de achterliggende constructie, die het op zijn beurt afdraagt op de fundering. Zoals de meeste gevels zijn vliesgevels ontworpen om wind- en waterinfiltratie in gebouwen tegen te gaan.

## Geschiedenis

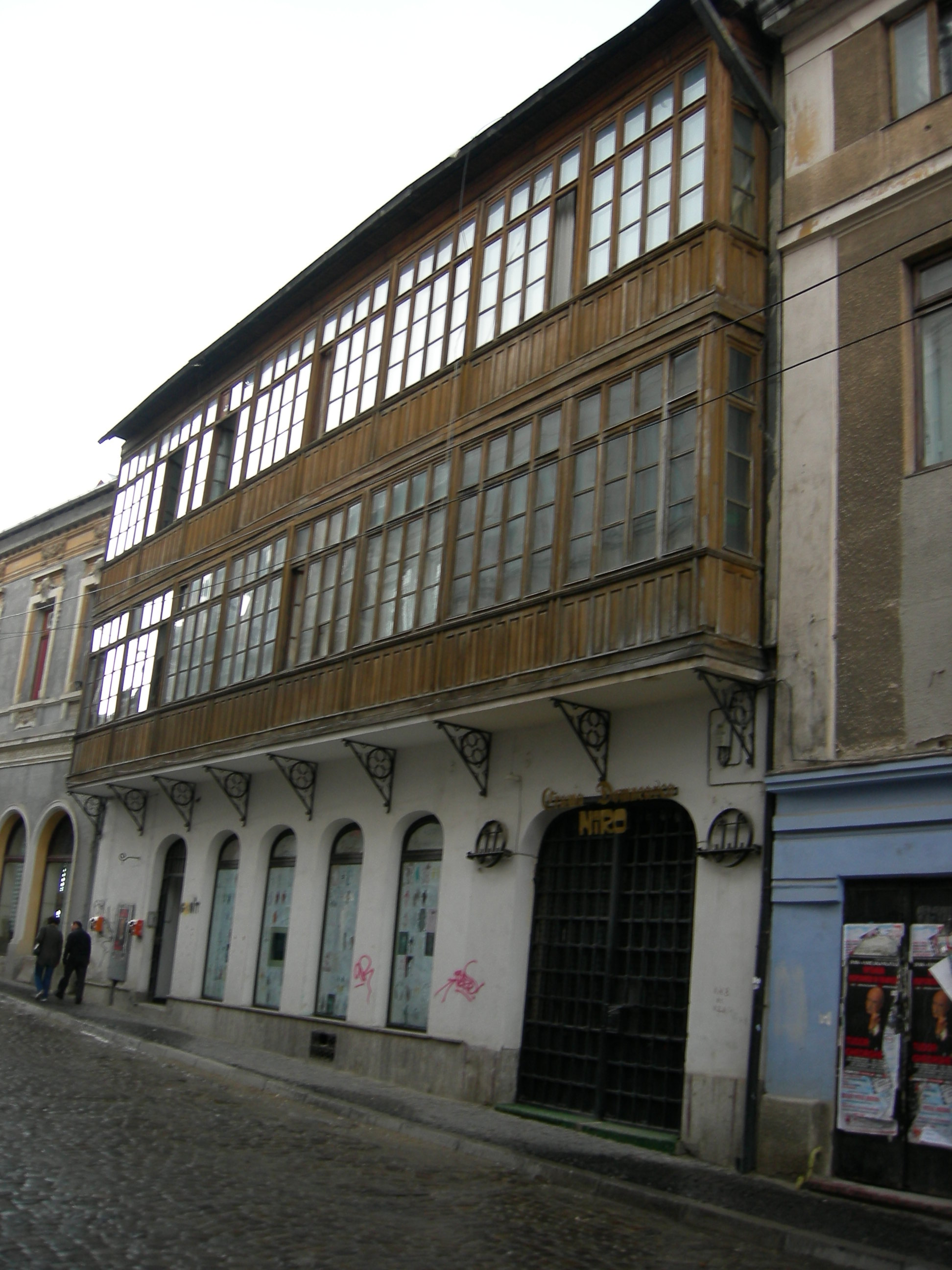
Een van de eerste vliesgevels in Boekarest

Voor een vliesgevel is een kolomstructuur met stijve vloeren vereist. Tot aan de uitvinding van beton en constructief staal waren dit soort constructies enkel in hout te maken. In West-Europa was al ver voor die tijd een tekort aan lang hout ontstaan, waardoor men traditioneel voornamelijk bouwde met baksteen, dat zich niet leent voor vliesgevels. Toen in de 18e eeuw grotere ramen gemaakt konden worden verschenen de eerste volwaardige vliesgevels dan ook in het Ottomaanse Rijk, waar nog volop met hout gebouwd werd.

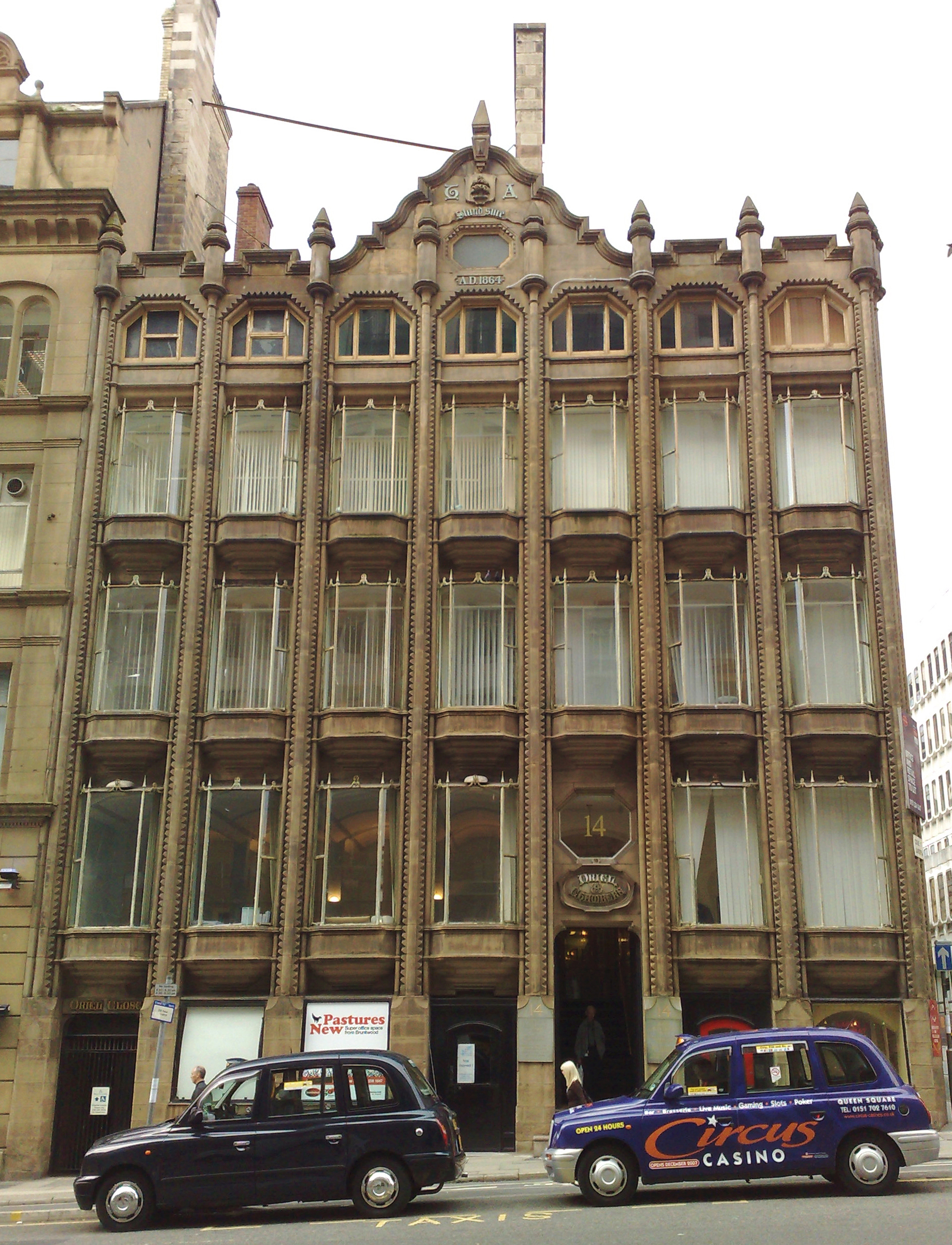
Oriel Chambers, Liverpool, Engeland 1864. Het eerste vliesgevelgebouw buiten het Ottomaanse Rijk. De natuursteen is hierbij als decoratie gebruikt.

Vliesgevelsystemen in staal werden voor het eerst in de 19e eeuw in Engeland ontwikkeld. De eerste gevelsystemen werden gebruikt in Liverpool, eerst bij Oriel Chambers, daarna op Cook Street 16. Beide gebouwen werden ontworpen door Peter Ellis, een lokale architect. Hij wilde glazen gevels om het daglicht dieper in het gebouw te brengen, zodat meer vloerruimte gebruikt kon worden en de verlichtingskosten in de winter gereduceerd konden worden. Dit werd mogelijk door een kolommenstructuur in plaats van dichte, dragend wanden.
De eerste vliesgevels werden gemaakt van stalen profielen, waarin de glasplaten vastgezet werden met asbest of glasvezel. Later werd silicoonkit of glastape gebruikt. In sommige ontwerpen werd het glas op zijn plaats gehouden met kappen op de gevelprofielen. Deze kappen bestaan in verschillende vormen. De eerste vliesgevel volgens deze methode werd toegepast in het Lever House in New York. Eerdere modernere voorbeelden zijn te zien in het Bauhaus in Dessau, het Hallidie Building in San Francisco en het Glaspaleis in Heerlen, dat uit 1933 stamt.  
In de jaren 70 van de twintigste eeuw deden aluminium profielen hun intrede.

## Soorten vliesgevels
Er zijn twee soorten vliesgevels:
- de zuivere vliesgevel; deze heeft geen binnenspouwblad (spouwgevel) en staat geheel los van de constructie
- de onzuivere vliesgevel; deze heeft wel een binnenspouwblad en vormt een schil voor de achterliggende constructie

De onzuivere vliesgevel is weer onder te verdelen in twee typen:
- De koude onzuivere vliesgevel; deze heeft een open luchtspouw
- De warme onzuivere vliesgevel; deze heeft een gesloten luchtspouw

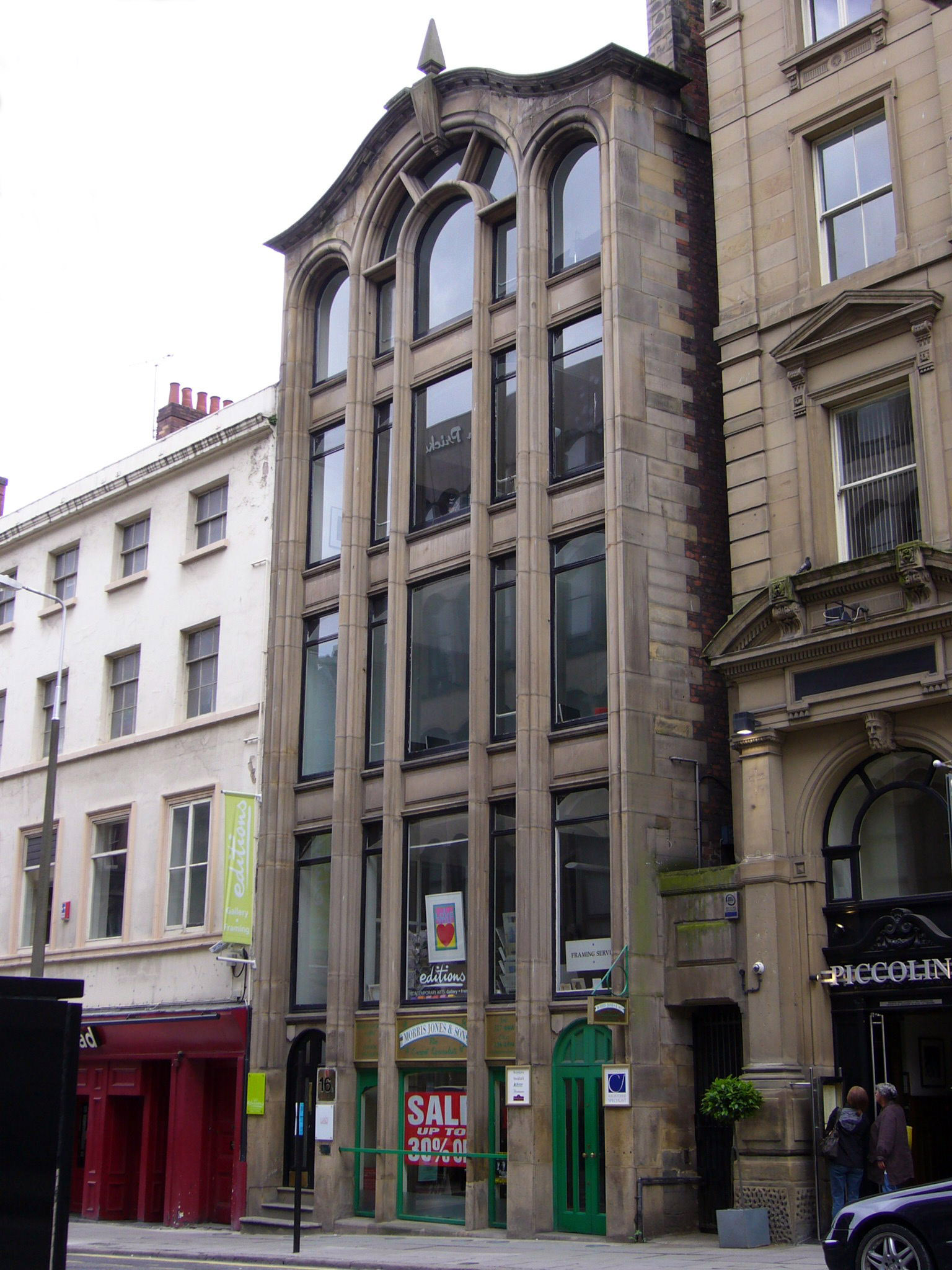
16 Cook Street, Liverpool, 1866. Met glas van vloer tot plafond komt daglicht dieper in het gebouw.
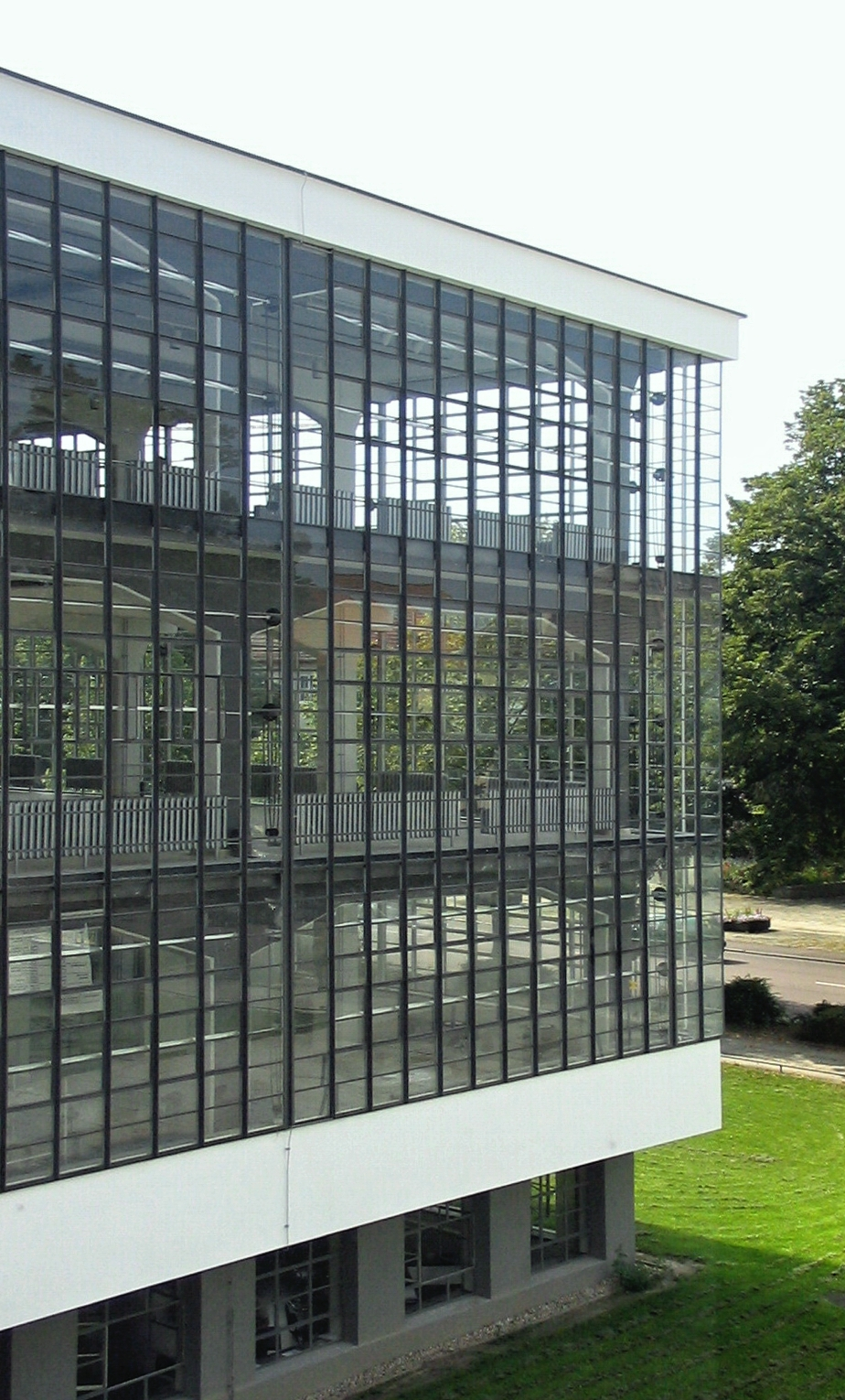
De vliesgevelconstructie van het Bauhaus te Dessau, 1926.
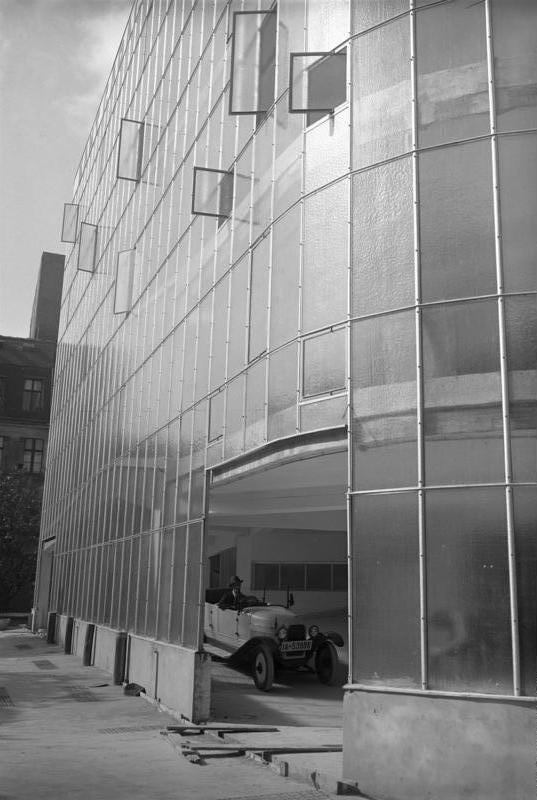
De vliesgevelconstructie van de Kant-Garage te Berlijn, 1929/30.
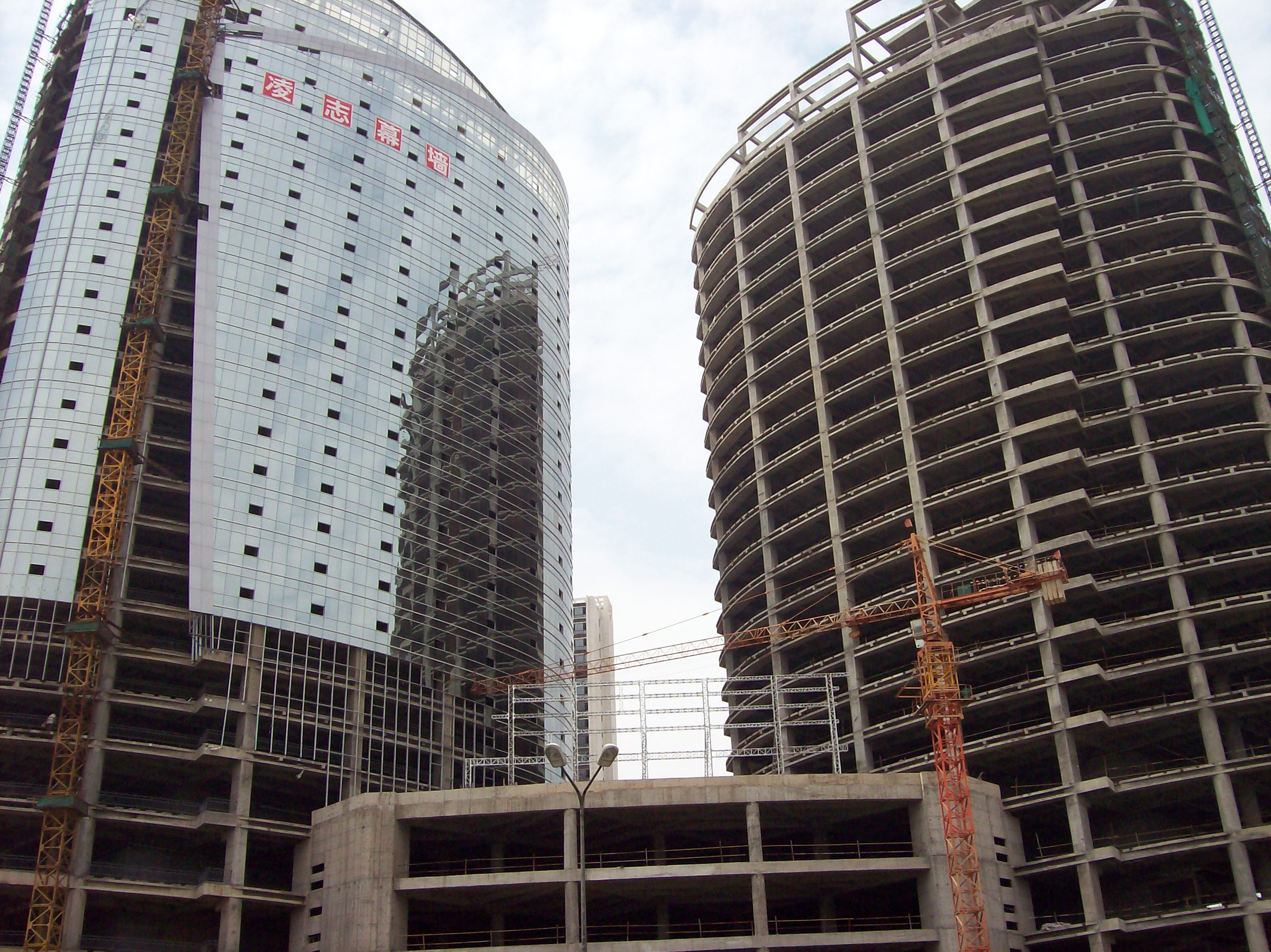
Wuhan (China). De onvoltooide toren toont de relatie tussen de gebouwconstructie en de vliesgevel.
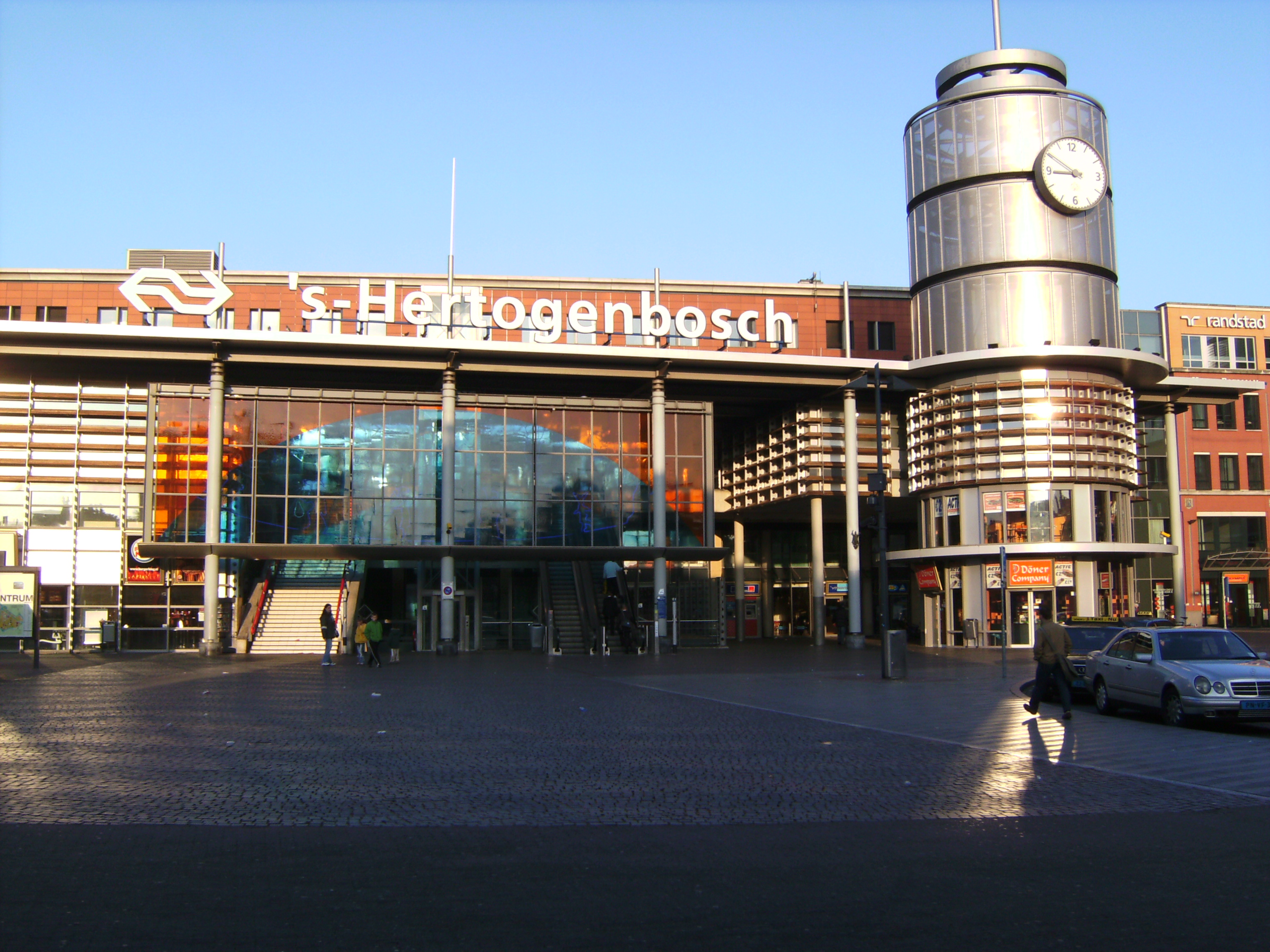
Station 's-Hertogenbosch. De vliesgevel is duidelijk te zien bij de roltrappen.
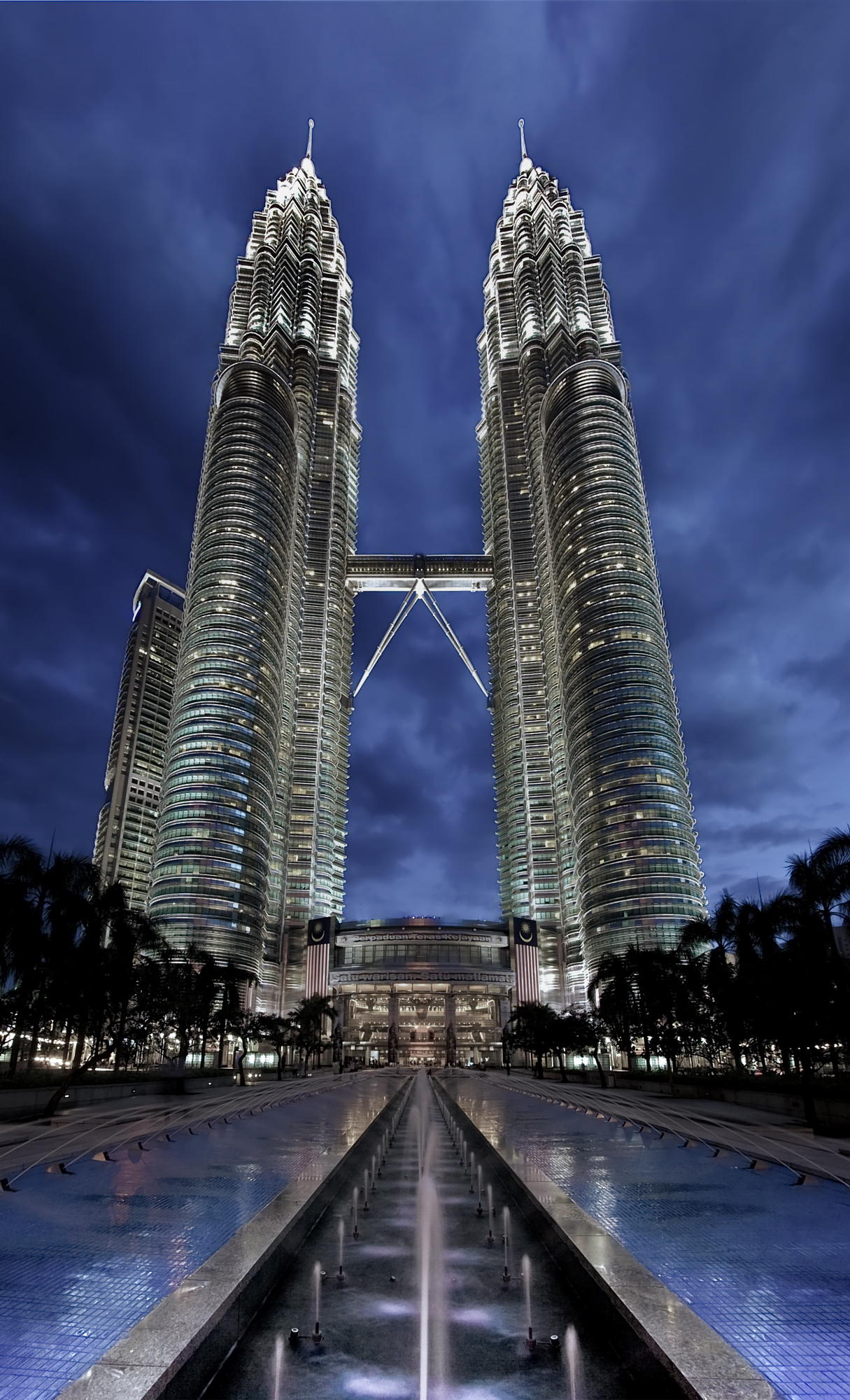
De hele gevel van de Petronas Twin Towers is opgebouwd als een vliesgevel.